# Hermann Hitfeld
Hermann Hitfeld (* in Lübeck; † 1474 ebenda) war Kaufmann und Ratsherr der Hansestadt Lübeck.

## Leben
Hermann Hitfeld war Sohn des Lübecker Bürgers Johann Hitfeld. Er wurde 1433 Mitglied der patrizischen Zirkelgesellschaft. 1460 wurde er in den Lübecker Rat erwählt. 1463 gab er dem Kloster Marienwohlde ein verzinsliches Darlehen über 200 Mark Lübisch; die Schuld musste aufgrund seines Testaments nicht zurückgeführt werden. Hitfeld starb „hochbetagt“ 1474; er war zuletzt blind und taub.
Hitfeld war mit Katharina, einer Tochter des Lübecker Bürgers Hermann von Stiten verheiratet. Er bewohnte das Haus Aegidienstraße 22 in Lübeck, in dem der italienische Kaufmann und Bankier Gherardo Bueri in Lübeck bis 1455 eine mit der Banca dei Medici korrespondierende Bank betrieben hatte.